# WTA Freiburg im Breisgau
Das WTA Freiburg im Breisgau (offiziell: Freiburg) ist ein ehemaliges Damen-Tennisturnier der WTA Tour, das 1983 in der Stadt Freiburg im Breisgau, BR Deutschland, ausgetragen wurde.

## Siegerliste

### Einzel
| Jahr | Siegerin          | Finalgegnerin | Ergebnis |
| ---- | ----------------- | ------------- | -------- |
| 1983 | Catherine Tanvier | Laura Arraya  | 6:4, 7:5 |

### Doppel
| Jahr | Siegerinnen             | Finalgegnerinnen                   | Ergebnis |
| ---- | ----------------------- | ---------------------------------- | -------- |
| 1983 | Bettina Bunge Eva Pfaff | Ivanna Madruga-Osses Emilse Raponi | 6:1, 6:2 |